# Pallavolo ai XXVI Giochi del Sud-est asiatico - Torneo maschile
La torneo maschile di pallavolo ai XXVI Giochi del Sud-est asiatico si è svolta nel novembre 2011 a Palembang, in Indonesia, durante i XXVI Giochi del Sud-est asiatico: al torneo hanno partecipato sei squadre nazionali del Sud-est asiatico e la vittoria finale è andata per la quinta volta alla Thailandia.

## Impianti
|                                                                                   |  |  |
|                                                                                   |  |  |
| Gymnasium University of Sriwijaya Città: Palembang Capienza: - Anno d'apertura: - |  |  |

## Regolamento

### Formula
Le squadre hanno disputato una prima fase a gironi con formula del girone all'italiana; al termine della prima fase:
- Le prime due classificate hanno acceduto alla finale.

### Criteri di classifica
Se il risultato finale è stato di 3-0 o 3-1 sono stati assegnati 3 punti alla squadra vincente e 0 a quella sconfitta, se il risultato finale è stato di 3-2 sono stati assegnati 2 punti alla squadra vincente e 1 a quella sconfitta.
L'ordine del posizionamento in classifica è stato definito in base a:
- Numero di partite vinte;
- Punti;
- Ratio dei set vinti/persi;
- Ratio dei punti realizzati/subiti;
- Risultati degli scontri diretti.

## Squadre partecipanti
| Squadra    | Qualificazione      | Ultima partecipazione |
| ---------- | ------------------- | --------------------- |
| Birmania   | -                   | Vientiane 2009        |
| Cambogia   | -                   | ?                     |
| Indonesia  | Paese organizzatore | Vientiane 2009        |
| Malaysia   | -                   | Vientiane 2009        |
| Thailandia | -                   | Vientiane 2009        |
| Vietnam    | -                   | Vientiane 2009        |

## Torneo

### Prima fase

#### Risultati
| ? novembre 2011 Gymnasium of Sriwijaya, Palembang Durata: ? - Spettatori: ? | Vietnam    | 3 - 0 | Malaysia   | 25-18, 25-18, 25-20              |
| ? novembre 2011 Gymnasium of Sriwijaya, Palembang Durata: ? - Spettatori: ? | Cambogia   | 0 - 3 | Indonesia  | 10-25, 22-25, 13-25              |
| ? novembre 2011 Gymnasium of Sriwijaya, Palembang Durata: ? - Spettatori: ? | Thailandia | 3 - 1 | Birmania   | 25-27, 25-23, 25-19, 25-18       |
| ? novembre 2011 Gymnasium of Sriwijaya, Palembang Durata: ? - Spettatori: ? | Malaysia   | 1 - 3 | Indonesia  | 26-24, 16-25, 21-25, 22-25       |
| ? novembre 2011 Gymnasium of Sriwijaya, Palembang Durata: ? - Spettatori: ? | Vietnam    | 1 - 3 | Thailandia | 15-25, 25-22, 20-25, 19-25       |
| ? novembre 2011 Gymnasium of Sriwijaya, Palembang Durata: ? - Spettatori: ? | Cambogia   | 0 - 3 | Birmania   | 18-25, 28-30, 24-26              |
| ? novembre 2011 Gymnasium of Sriwijaya, Palembang Durata: ? - Spettatori: ? | Thailandia | 3 - 0 | Malaysia   | 26-24, 25-16, 26-24              |
| ? novembre 2011 Gymnasium of Sriwijaya, Palembang Durata: ? - Spettatori: ? | Indonesia  | 3 - 1 | Birmania   | 25-22, 22-25, 25-20              |
| ? novembre 2011 Gymnasium of Sriwijaya, Palembang Durata: ? - Spettatori: ? | Vietnam    | 3 - 0 | Cambogia   | 25-20, 25-20, 25-14              |
| ? novembre 2011 Gymnasium of Sriwijaya, Palembang Durata: ? - Spettatori: ? | Birmania   | 3 - 0 | Malaysia   | 25-14, 25-17, 25-19              |
| ? novembre 2011 Gymnasium of Sriwijaya, Palembang Durata: ? - Spettatori: ? | Cambogia   | 0 - 3 | Thailandia | 22-25, 18-25, 11-25              |
| ? novembre 2011 Gymnasium of Sriwijaya, Palembang Durata: ? - Spettatori: ? | Cambogia   | 1 - 3 | Malaysia   | 23-25, 27-25, 23-25, 29-31       |
| ? novembre 2011 Gymnasium of Sriwijaya, Palembang Durata: ? - Spettatori: ? | Vietnam    | 1 - 3 | Indonesia  | 18-25, 21-25, 25-23, 17-25       |
| ? novembre 2011 Gymnasium of Sriwijaya, Palembang Durata: ? - Spettatori: ? | Birmania   | 2 - 3 | Vietnam    | 22-25, 26-24, 26-24, 21-25, 9-15 |
| ? novembre 2011 Gymnasium of Sriwijaya, Palembang Durata: ? - Spettatori: ? | Thailandia | 0 - 3 | Indonesia  | 23-25, 20-25, 23-25              |

#### Classifica
| Pos. | Squadra    | Pt | G | V | P | SV | SP | Ratio | PF  | PS  | Ratio |
| ---- | ---------- | -- | - | - | - | -- | -- | ----- | --- | --- | ----- |
| 1.   | Thailandia | 15 | 5 | 5 | 0 | 15 | 2  | 7,500 | 411 | 351 | 1,170 |
| 2.   | Indonesia  | 12 | 5 | 4 | 1 | 12 | 6  | 2,000 | 410 | 353 | 1,161 |
| 3.   | Vietnam    | 9  | 5 | 3 | 2 | 11 | 8  | 1,375 | 423 | 412 | 1,026 |
| 4.   | Birmania   | 6  | 5 | 2 | 3 | 10 | 8  | 1,250 | 330 | 405 | 0,814 |
| 5.   | Malaysia   | 3  | 5 | 1 | 4 | 5  | 13 | 0,384 | 428 | 300 | 1,426 |
| 6.   | Cambogia   | 0  | 5 | 0 | 5 | 1  | 12 | 0,083 | 322 | 412 | 0,781 |

      Qualificata alla finale per il primo posto.

### Finale
| 20 novembre 2011 Gymnasium of Sriwijaya, Palembang Durata: ? - Spettatori: ? | Thailandia | 3 - 0 | Indonesia | 25-23, 25-17, 25-19 |

## Podio

### Campione
Formazione: Raksakaew, Somkane, Sriutthawong, Vaenpradab, Kesapan, Toontupthai, Charoensuk, Tivsuwan, Nakprasok, Tabwises, Traore, Buadang, CT: -

## Classifica finale
| Pos | Squadra    |
| --- | ---------- |
|     | Thailandia |
|     | Indonesia  |
|     | Vietnam    |
| 4   | Birmania   |
| 5   | Malaysia   |
| 6   | Cambogia   |